# Родос
Ро́дос (греч. Ρόδος, лат. Rhodus) — четвёртый по величине остров в Греции. Входит в архипелаг Додеканес в Эгейском море. Расположен на юго-востоке страны в 246 морских милях от Пирея. Остров Родос с запада омывает Критское море. Население 115 490 жителей по переписи 2011 года. Площадь острова составляет 1401,459 квадратного километра, протяжённость береговой линии — 251 километр. Административным центром общины Родос является город Родос, расположенный на северо-востоке острова. Международный аэропорт Родоса Диагорас находится в 14 километрах от административного центра острова в деревне Парадисионе (Παραδείσιον).
Родос часто называют «жемчужиной Средиземноморья». Он богат природными красотами, историческими и археологическими памятниками и, конечно, интереснейшей историей. В соответствии с решением ЮНЕСКО историческая часть города Родос, крупнейшего населённого пункта острова, включена в список всемирного культурного наследия.

## Географическое положение
Родос — остров эллипсообразной формы, максимальная длина его — 77 км, максимальная ширина — 37 км. Пролив Карпатос шириной 47 км на юго-западе отделяет Родос от Карпатоса, пролив Родос шириной 37 км на северо-западе — от полуострова Бозбурун Малой Азии.
Как и прочие острова Эгейского моря Родос образовался после распада на части Эгеиды — материка, простиравшегося от Ионического моря до побережья Малой Азии и южных берегов Крита. Рельеф острова гористый. Геологические породы — известняки и сланцы образуют в центре острова горную систему Атабирий с тремя вершинами — Акрамит на юго-западе с максимальной высотой 823 м, Атабирий в центре (1215 м) и Профитис-Илиас (Пророк Илья) на севере (798 м). Этот горный массив переходит в незначительные по площади, но отличающиеся плодородием равнины. Побережье острова располагает бесчисленными, в большинстве своём песчаными пляжами, открытыми бухтами и мысами — такими, как Зонари на северо-востоке, где находится город Родос, Лардос или Фокас на востоке, Арменистис на западе и Прасониси на юге, соединяющийся с основной территорией острова узкой полоской земли и во время повышения уровня моря превращающийся в островок.
Характерными представителями флоры являются хвойные, платан, дуб, тимьян, каперсы, цикламены и множество видов полевых трав. Характерным видом фауны ещё с доисторических времён была особая разновидность оленя — платони, обитающая в лесах острова.

## Климат
Климат Родоса — средиземноморский, со средней температурой 18—20 °С, с мягкой зимой и свежим летом, что обусловлено дующими летом северо-восточными ветрами, с большим числом солнечных дней (около 300 в году) и высокой влажностью.
| Показатель                             | Янв.  | Фев.  | Март | Апр. | Май  | Июнь | Июль | Авг. | Сен. | Окт. | Нояб. | Дек.  | Год |
| -------------------------------------- | ----- | ----- | ---- | ---- | ---- | ---- | ---- | ---- | ---- | ---- | ----- | ----- | --- |
| Абсолютный максимум, °C                | 20    | 21    | 27   | 27   | 32   | 35   | 38   | 37   | 35   | 32   | 28    | 21    | 38  |
| Средний суточный максимум, °C          | 14    | 14    | 16   | 19   | 23   | 27   | 29   | 29   | 27   | 23   | 19    | 16    | 21  |
| Средняя температура, °C                | 12    | 12    | 13   | 16   | 20   | 22   | 23   | 26   | 26   | 24   | 21    | 16    | 19  |
| Средний суточный минимум, °C           | 9     | 9     | 11   | 13   | 16   | 20   | 22   | 23   | 21   | 18   | 13    | 11    | 16  |
| Абсолютный минимум, °C                 | −3    | 0     | −2   | 1    | 7    | 10   | 12   | 17   | 16   | 13   | 11    | 2     | −3  |
| Норма осадков, мм                      | 147,8 | 117,7 | 75,3 | 24,0 | 14,0 | 2,9  | 0,1  | 0,1  | 7,1  | 64,3 | 88,4  | 145,3 | 687 |
| Источник: Weatherbase и Weather.gov.hk |       |       |      |      |      |      |      |      |      |      |       |       |     |

## История
Остров был населён ещё с неолита. В XVI веке до н. э. был под контролем минойского Крита, в XV веке до н. э. — микенцев с Пелопоннеса. Дорийские города на Косе и побережье Малой Азии были колониями Родоса. После завоевания дорийцами в начале XI века до н. э. Родоса, он был разделён на шесть самостоятельных городов-государств, которые образовали в VIII веке до н. э. дорийский гексаполис в качестве противовеса Ионийскому союзу. Согласно Геродоту, в гексаполис входили расположенные на малоазийском берегу города Галикарнас и Книд, Линд, Иалис и Камир на острове Родос, а также Кос. По Геродоту шесть дорийских городов (родосские города, Галикарнас и Фалесида, колония Линда в Ликии) участвовали в основании в Навкратисе самого крупного из греческих храмов в Египте, называемого Эллений (др.-греч. Ἑλλήνιον).
Был оккупирован персами, но освобождён после победы афинян в 478 году до н. э. В 408 году до н. э. город Родос был построен по гипподамовой системе с регулярной планировкой. Персы оккупировали остров ещё раз в 340 году до н. э., после чего остров был освобождён в результате всегреческого похода на Восток во главе с Александром Македонским.
Последующий период можно охарактеризовать как период наибольшего расцвета. В этот период здесь жили и работали ораторы Эсхин и Аполлоний Родосский, астрономы Гиппарх и Геминос. В 292 году до н. э. при входе в городской порт был сооружён Колосс Родосский — гигантская статуя бога Гелиоса, одно из семи чудес древнего мира, не выдержавшая разрушительного землетрясения 226 года до н. э.
В 164 году до н. э. Родос заключает союз с Римом.
Апостол Павел приносит на остров христианство. C 395 года Родос вошёл в состав Византийской империи. Впервые захвачен мусульманами (арабами) в 672 году. Возвращён Византии императором Алексеем Комнином.
В 1309 году островом овладели рыцари-госпитальеры, выстроившие здесь свою главную цитадель — Родосскую крепость. Она выдержала нападения египтян в 1444 году и турок Мехмеда II в 1480 году. После многомесячной осады силами Сулеймана Великолепного в декабре 1522 года госпитальеры были вынуждены покинуть остров и направиться сначала в Сицилию, а затем на Мальту. Вместе с госпитальерами остров покинула и часть греческого населения. С 1523 года Родос вошёл в состав Османской империи. Родосцы принимали участие в освободительной войне Греции (1821—1829), но военных действий на острове не велось из-за многочисленности турецкого населения и базирования объединённого турецко-египетско-алжирского флота.
В 1912 году после поражения турок в ходе итало-турецкой войны Италия получает Родос. Итальянцы контролируют остров до 1943 года. После выхода Италии из войны в 1943 году остров оккупировали германские войска.
С 1945 года Родос, как и весь Додеканес, попадает под британский протекторат.
По Парижским соглашениям 1947 года, учитывая стремление островитян к энозису — воссоединению с Грецией, а также вклад Греции в союзную победу и жертвы, понесённые греческим народом, англичане идут на передачу Додеканесских островов Греции. В 1948 году воссоединён с Грецией.

## Мифологические предания
Нимфа Родос, как сообщает в одном из своих од Пиндар, была дочерью Посейдона и Амфитриты (или, согласно другой версии, Афродиты) и возлюбленной бога Гелиоса. Когда боги делили между собой землю, верный своему долгу Гелиос совершал вокруг неё свою ежедневную поездку. Поэтому во время дележа бог Солнца отсутствовал. Когда Гелиос вернулся, Зевс, не желая оставить его обделённым, решил произвести делёж заново. Однако между тем Гелиос увидел, как из глубин моря поднимается большой прекрасный остров. Этот остров Гелиос и попросил для себя, решив, что земля его достойна, чтобы вступить там в брак с нимфой Родос. От этого союза родилось семь сыновей, которых назвали Гелиадами, и дочь Электриона. У первородного сына Гелиоса Керкафа было три сына — Линд, Камир и Иалис. Братья разделили между собой отцовские владения, и каждый из них основал город, которому дал своё имя.
Другой миф, связанный с названием Родоса, а также с первыми его обитателями, повествует, что этот остров первоначально населяли тельхины, сыновья Талассы (Моря). Тельхины были необычайно искусны в ремёслах, связанных с огнём и металлами, а также в волшебстве. Посейдон влюбился в сестру тельхинов Галлию, и та родила ему шесть сыновей и дочь Родос, которая и дала своё имя острову. Однажды Афродита обратилась к тельхинам с просьбой, чтобы те разрешили ей прибыть на остров, но получила отказ. Разгневанная Афродита предала их проклятию, пожелав, чтобы те вступили в кровосмесительную связь с собственной матерью, и чтобы всю землю их затопила вода. Заранее предупреждённые Зевсом тельхины вовремя покинули остров, оставив на нём свою сестру. На длительное время равнинные области Родоса оказались залиты водой. Когда же Гелиос полюбил нимфу Родос, он согрел её своими лучами, и покрывавшая остров вода таким образом испарилась.
Ещё один миф, связанный с поселением на Родосе минойцев, повествует об Алфемене, внуке царя Миноса. Желая избежать исполнения прорицания, гласившего, что ему суждено убить своего отца Катрея, Алфемен покинул Крит и поселился на Родосе, где основал поселение под названием Критиния в память о родине. На вершине Атабирия Алфемен воздвиг храм в честь Зевса. Много лет спустя, в поисках своего единственного сына на остров прибыл Катрей. Издали Алфемен не узнал отца и, решив, что это — морской разбойник, убил его. Так пророчество исполнилось. Узнав ужасную правду, Алфемен взмолился, чтобы земля разверзлась и поглотила его, и мольба эта была исполнена. Алфемен, трагический образ которого чем-то напоминает Эдипа, почитался родосцами как герой.
С утверждением на острове дорийцев связан ещё один мифический герой — Тлеполем. Тлеполем родился в Тиринфе и был сыном Геракла и Астиохи. Он покинул родину и обосновался на Родосе после убийства дяди своего отца. Сам Тлеполем погиб под Троей от руки союзника троянцев, предводителя Сарпедона. В честь Тлеполема родосцы справляли праздник «Тлеполемии».
В одном из святилищ Родоса почиталась также Елена Прекрасная, имевшая эпитет Дендритида (Древесная). С этим культом связан следующий миф. После Троянской войны Елена прибыла на Родос, где царствовала вдова Тлеполема Поликсо. Узнав о прибытии Елены, Поликсо решила отомстить за гибель супруга. Царица велела воинам схватить Елену и повесить её на дереве. Поэтому Елена и получила прозвище Дендритида.
Кроме Алфемена и Тлеполема героем родосцев был также Форбант. Предание гласит, что некогда Родос изобиловал змеями и назывался Офиуса (Змеиный остров). В отчаянии жители острова обратились за помощью в Дельфийскому оракулу. Пифия дала прорицание, согласно которому избавить от беды их мог Форбант из фессалийского племени лапифов. Найдя Форбанта, родосцы пригласили его поселиться у них, а позднее стали почитать его как спасителя.
Согласно мифу, вместе со своими дочерьми Данаидами Родос посетил Данай, который воздвиг в Линде храм Афины. Посетил Родос во время поисков своей сестры Европы и финикийский царевич Кадм. Согласно преданию, Кадм воздвиг храм в честь Посейдона и посвятил Афине медный котёл с надписью финикийскими знаками. Так мифология объясняет появление на Родосе финикийской письменности.

## Античное искусство и культура
На протяжении многих веков Родос являлся важным торговым портом Восточного Средиземноморья. Остров сыграл значительную роль в истории региона, и в период его расцвета особого развития достигли литература и искусство. Живопись, скульптура, поэзия, философия, астрономия, физика и география достигли здесь апогея. Вскоре после своего основания город Родос сосредоточил всю культурную жизнь острова, создав в то же время благоприятные условия для пребывания здесь деятелей культуры из других областей.
Из родосской живописи не сохранилось никаких образцов. Однако письменные источники сообщают много сведений о творчестве художников на Родосе. Знаменитый эфесский живописец Парассий (V век до н. э.), а также Протоген из карийского города Кавна (IV век до н. э.) работали на острове, черпая вдохновение в сюжетах греческой мифологии.
Значительно богаче знания о керамике. Этот вид искусства развивался на Родосе, начиная с микенской эпохи вплоть до наших дней, а образцы его можно видеть в Археологическом музее Родоса. В VII—VI веках до н. э. родосская керамика переживает расцвет, являясь единственной способной конкурировать с коринфской. Характерными образцами этого времени являются сосуды с изображениями диких козлов, оленей и грифонов, чередующимися с гирляндами из анфемиев и цветов, а также фикелурского стиля с декором, составленным из изображений куропаток на центральном поясе между полосами цветочного орнамента.
Особого развития достигла на Родосе скульптура. Родосские мастера использовали не мрамор, а перлит, который покрывали штукатуркой. С V века до н. э. на Родосе существовала самостоятельная школа скульптуры. В эллинистическую эпоху школа родосской скульптуры была одной из наиболее значительных в Греции и самой известной на востоке. В этот период на острове работало более 130 мастеров из 50 греческих городов. К числу наиболее известных скульпторов, работавших на Родосе, относятся афинянин Бриаскид (середина IV века до н. э.) и Лисипп из Сикиона, изваявший бронзовую квадригу со статуей бога Гелиоса. Ученик Лисиппа Харес из Линда создал знаменитый Колосс, а скульптор Боэф (II век до н. э.) украсил своими работами святилище Афины Линди. Всемирно известными образцами скульптуры родосских художественных мастерских являются бронзовый «Спящий Эрот», находящийся в Музее Метрополитен Нью-Йорка и знаменитая Ника Самофракийская (Музей Лувра), которая была воздвигнута родосцами в святилище Великих Богов на Самофракии после их победы над Антиохом III в 190 году до н. э. Другим замечательным образцом родосской школы скульптуры является группа Лаокоонта (Ватиканский Музей), приписываемая Агесандру, Полидору и Афинодору.
Родос был знаменит не только как место процветания изобразительного искусства, но и как родина многих творцов литературных произведений — таких, как Писандр из Камира (VI век до н. э.), который создал поэму «Гераклия», посвящённую Гераклу, поэты Клеобул из Линда (VI век до н. э.), который был одним из семи мудрецов древности и тираном в родном городе, а также его дочь поэтесса Клеобулина, процитированная через 200 лет Аристотелем, знаменитый Тимокреонт из Иалиса (V век до н. э.), автор мелических стихов, и Анаксандрид из Камира (IV век до н. э.), автор комедий и дифирамбов.
На Родос переселились временно или даже на всю оставшуюся жизнь поэт Аполлоний из Александрии (III век до н. э.), прозванный Родосским, философ Аристипп Киренский, ученик Сократа, и, наконец, афинский оратор Эсхин (IV век до н. э.), основавший на Родосе школу ораторского искусства. Многие родосцы занимались философией. Среди них — Евдем Родосский, утвердивший на Родосе философию перипатетиков, и представитель стоической философии Панетий (II век до н. э.) из Камира, основатель Средней Стой, заслуживший признание своими астрономическими и философскими трудами. В I веке до н. э. здесь жил ученик Панетия Посидоний из Апамеи, который писал труды по истории и занимался также физикой, географией и математикой.
На Родосе процветало также ораторское искусство, филологические науки, высокого уровня достигли география, физика, математика, астрономия и медицина. Дионисий Фракийский написал учебник грамматики, астроном Гиппарх (II век до н. э.) провёл на Родосе свои первые астрономические наблюдения, а медицина развивалась в лечебных центрах — т. н. Асклепийонах и изучалась как наука.

## Традиционная архитектура
Архитектурный облик той или иной местности неразрывно связан с морфологией её территории, географическим положением и историческим прошлым. Наиболее значительный архитектурный комплекс острова — его столица — возник на северной окраине, в ключевом пункте морских путей данного региона. Прочие значительные современные населённые пункты находятся очень близко от столицы, на дорожных магистралях, которые соединяют античные Линд, Ялис и Камир.
В северной части острова находятся основные туристические достопримечательности, тогда как в южной части расположены населённые пункты, интересные с точки зрения градостроительной структуры и архитектуры.
Населённые пункты Родоса можно разделить на приморские и расположенные внутри острова. Приморские, к числу которых относятся города Родос и Линд, построены в виде амфитеатра у естественной гавани и обычно, — как, например, Линд, — имеют вид на море. История приморских населённых городов начинается с древности. В особенности Родос и Линд являлись крупными торговыми центрами, влияние которых распространялось на обширную территорию. История двух этих городов продолжается и позднее в средние века. Когда все прочие населённые пункты переносятся во внутреннюю часть острова, Родос и Линд превращаются в мощные крепости.
Появление населённых пунктов во внутренней части острова явилось результатом необходимости защиты жителей от нападений пиратов в византийскую эпоху и после захвата Константинополя турками. Таким образом жители приморских поселений избирают для жительства места, не видимые с моря, и такие дорожные артерии, как склоны гор и холмов, небольшие долины, равнины или местности близ рек и создают там новые поселения. Большинство из этих новых поселений получает фортификационные укрепления. Для защиты от пиратов строят также крепости, в которых жители укрываются во время нападений, а также башни, находящиеся главным образом на побережье острова. Материал, используемый при строительстве такого рода населённых пунктов — камень, земля и древесина — встречается на острове в изобилии.
Появление различных типов домов, встречающихся на Родосе, было продиктовано требованиями повседневной жизни населения, их эстетическими потребностями, климатическими условиями и самим характером местности. Таких типов шесть:
- Сельский или однокомнатный крестьянский дом, служивший малоимущим слоям населения. Такой дом состоит из одной, обычно прямоугольной планировки, комнаты, удовлетворявшей все запросы семьи. В этой комнате трудились, питались, спали и принимали гостей. Кровля дома была деревянной, а полом служила либо утрамбованная земля, либо галечное покрытие. Однокомнатный дом постепенно претерпел эволюцию, приобретя более сложные формы. Комната продолжала оставаться жилищем, а рядом с ней появляются вспомогательные помещения — кухня, хлев и печь.
- Полугородской дом. Этот тип дома встречается в районах, жители которых занимались торговлей и мореплаванием и, следовательно, были состоятельными. Рассматриваемый тип представляет собой эволюционный вариант крестьянского. Зачастую дома этого типа двухэтажные, с богато декорированным экстерьером и интерьером. Двор отделён от улицы мощной стеной с воротами.
- Дома знати в Линде. Завоеватели, владевшие этим городом — одним из древнейших на острове, оказали влияние на архитектуру его домов. Большинство из домов знати Линда построено в начале XVII века и имеют элементы островной, византийской, средневековой и арабской архитектуры. Характерной чертой их является богатый декор как интерьера комнат (расписные потолки), так и фасадов и двора (полы, выложенные галькой).
- Башни. Это здания, построенные в эпоху господства рыцарей-иоаннитов. Башни встречаются в средневековом городе Родоса и в районе Трианды. Это двухэтажные сооружения, искусно построенные из тёсаного камня, с бойницами на верхнем этаже.
- Турецкий дом. Пребывание на острове турок, естественно, оказало влияние и на архитектуру этого региона. Новый тип дома несомненно носит следы восточных влияний, отличаясь скромной мебелью, но богатым декором интерьера. Характерным элементом турецкого дома является «сахниси» — деревянная веранда, закрывающая балконы или окна фасада.
- Марасийские дома. Этот тип дома встречается в посёлке Марасия. Дома отличаются продолговатой планировкой, обычно одноэтажные и по этой причине называются также «макринарии» (makrys — длинный).

## Достопримечательности
- Родосская крепость была резиденцией 19 великих магистров ордена госпитальеров, центром Коллакиума — квартала родосских рыцарей, а также последним прибежищем жителей в момент опасности. Построенная в XIV веке, она уцелела при землетрясениях и осадах, но была разрушена в 1856 году случайным взрывом. Дворец восстановили итальянцы в 1930-е годы для Муссолини и короля Виктора Эммануила III. Здесь хранятся мозаики с острова Кос, сюжеты которых дали названия залам, а также проходят выставки, посвящённые истории средневекового и античного Родоса.
- Долина Петалудес («Долина бабочек»), куда в летние месяцы слетаются бабочки одного вида — медведица четырёхточечная, или Гера.
- Величественный Акрополь, античные руины которого гармонично переплетены со средневековыми стенами и зданиями крепости госпитальеров, доминирует над уютной деревенькой, слагаемой бело-коричневой архитектурой как вековых, так и более современных построек. Три колонны и фундамент храма Аполлона, построенный вокруг циклопических размеров прямоугольного камня. Отреставрированные остатки театра и единственный в мире сохранившийся до наших дней Олимпийский стадион — аналог стадиона древней Олимпии.
- Город Линдос: акрополь и средневековый город
- Семь Источников (Επτά Πηγές) — природный парк с остатками гидротехнических сооружений, расположенный вблизи Колимбии.
- Руины древнего города Камира с его городской площадью, жилыми кварталами и системой водоснабжения V века до н. э., переносят в далёкое прошлое эллинистического Родоса.
- Церковь Успения Богородицы в Асклипио и средневековый замок.
- Монастырь Богородицы Цамбики, где находится святая реликвия — чудотворная икона Девы Марии. Богородица считается покровительницей супружеских пар, в том числе и бездетных, которые приезжают посетить храм и попросить помощи у Божией Матери.

Аэропорт Родоса носит имя Диагора Родосского. Живший в V веке до н. э. атлет Диагор был дважды победителем Олимпиад в кулачном бою. Ему посчастливилось увидеть победителями Олимпиад трёх своих сыновей и даже внуков. Воспет Пиндаром. Его имя сегодня также носит местный футбольный клуб.

## Экономика
Основу экономики Родоса до появления туризма составляли земледелие и животноводство (главным образом, крупный рогатый скот, а также овцы и козы). В настоящее время значительная часть населения занимается различными профессиями, связанными с туризмом, тогда как остальное население продолжает заниматься упомянутыми выше сферами. Основными производимыми здесь продуктами являются растительное масло, вино, фрукты, в том числе цитрусовые.
Из местного сорта белого винограда атири на Родосе производят смолистое вино Рецина.